# 珊瑚島
珊瑚島（中国語名）、パトル島（英語: Pattle Island）又はホアンサ島（黄沙島、ベトナム語：Đảo Hoàng Sa / 島黃沙）は、西沙諸島（パラセル諸島）南西部のクレスセント諸島（英語: Crescent Group、中国語: 永楽環礁）の西部に位置する島のひとつである。甘泉島から2海里離れている。
東西の距離は800メートル、南北の距離は400メートル。島はほぼ楕円形をしており、面積は約0.31平方キロメートル。中国語名の珊瑚島は、1909年、清の広東艦隊提督であった李師が、島で多くのサンゴを発見したことから命名されたものである。
この島は中華人民共和国に実効支配されており、海南省三沙市に組み込まれている。一方、中華民国（台湾）とベトナムもこの島の主権を主張している。
1956年、南ベトナムが本島を含む西沙諸島南西部の島礁群を実効支配した。西沙諸島の戦いが1974年に起こされ、中国人民解放軍が南ベトナム軍と衝突し、本島、甘泉島及び金銀島を占領した。